# Acroceuthes metaxanthana
Acroceuthes metaxanthana là một loài bướm đêm thuộc họ Tortricidae. Nó được tìm thấy ở Úc.

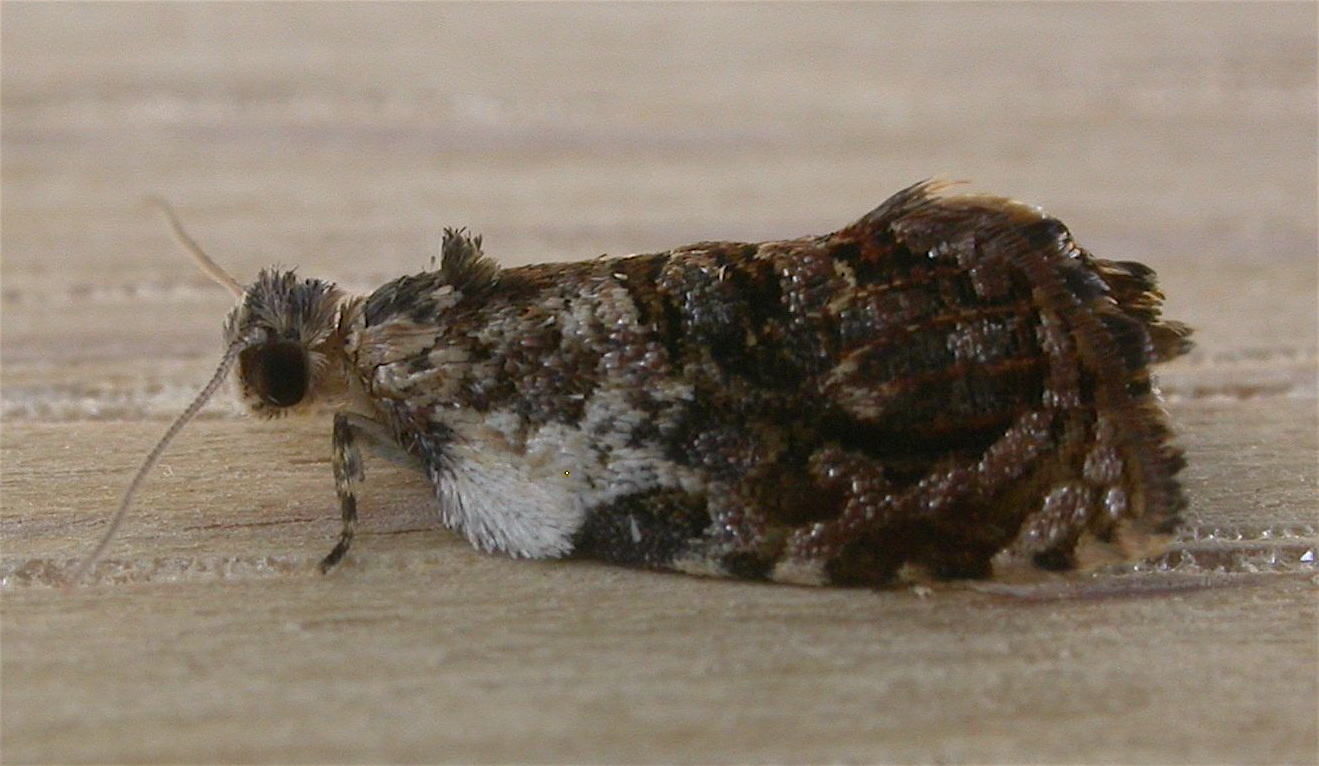
con đực

## Hình ảnh

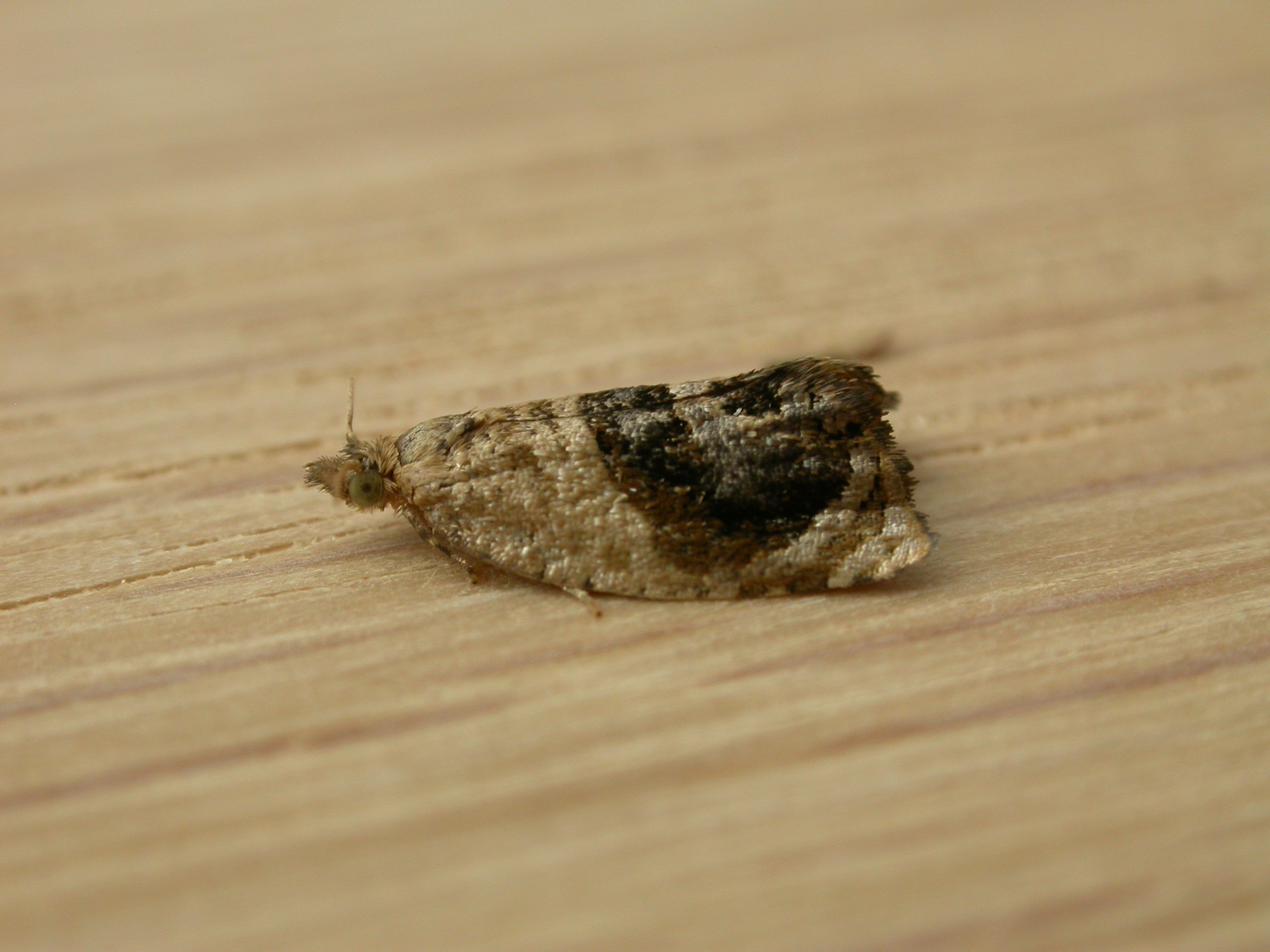
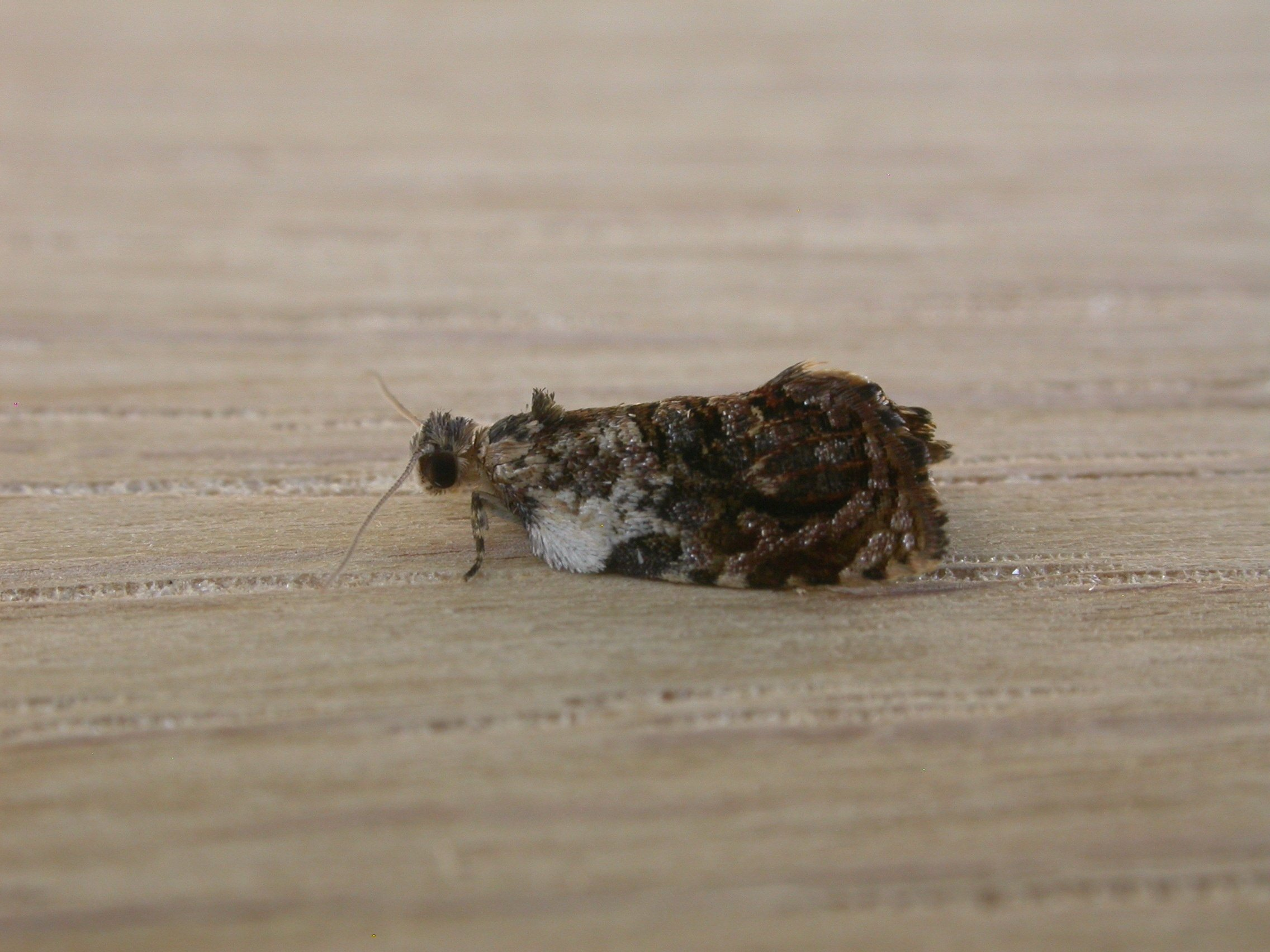
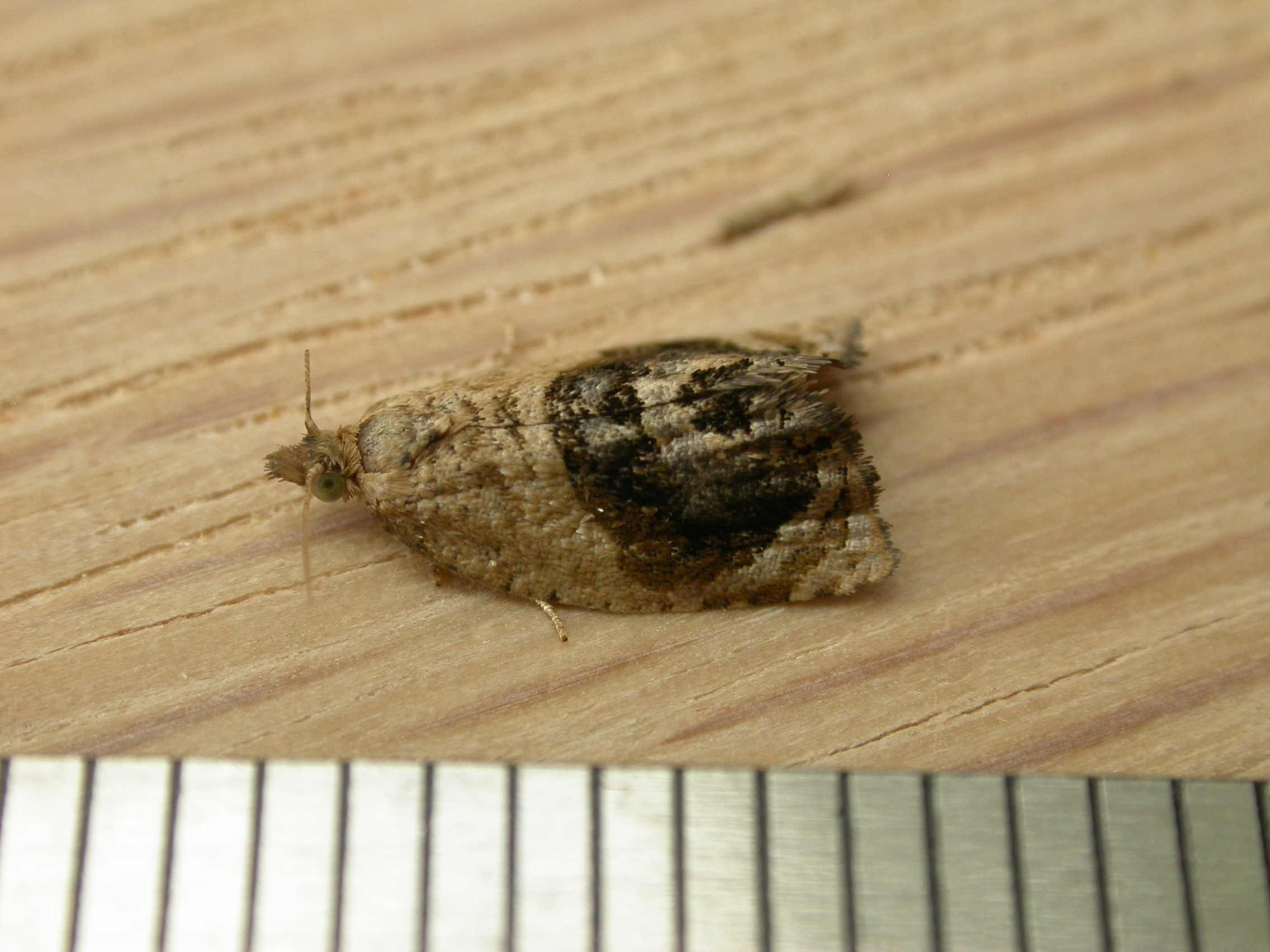
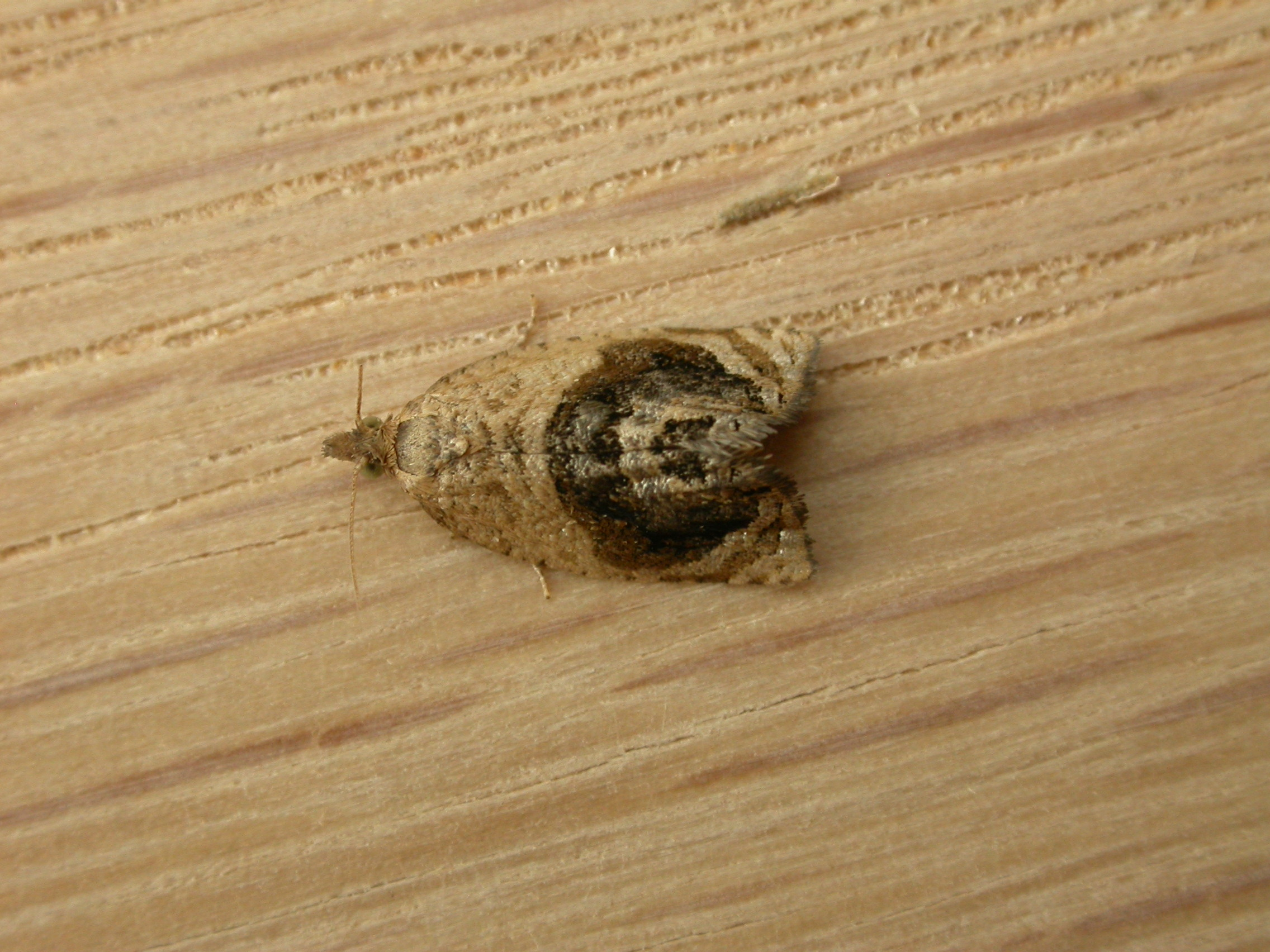